# Máy chủ Minecraft
Máy chủ Minecraft là máy chủ trò chơi nhiều người chơi thuộc sở hữu của người chơi hoặc doanh nghiệp dành cho trò chơi điện tử Mojang 2009 Minecraft. Trong ngữ cảnh này, thuật ngữ "máy chủ" thường đề cập đến một mạng lưới các máy chủ được kết nối, thay vì một máy duy nhất. Người chơi có thể khởi động máy chủ của riêng mình bằng cách thiết lập một máy chủ trên máy tính bằng phần mềm do Mojang cung cấp hoặc bằng cách sử dụng nhà cung cấp dịch vụ lưu trữ để họ có thể chạy máy chủ của mình trên các máy chuyên dụng với thời gian hoạt động được đảm bảo. Máy chủ lớn nhất và phổ biến nhất là Hypixel.
Máy chủ nhiều người chơi Minecraft được điều khiển bởi các nhà điều hành máy chủ, những người này có quyền truy cập vào các lệnh của máy chủ như đặt thời gian trong ngày, dịch chuyển người chơi và thiết lập thế giới sinh sản. Chủ sở hữu máy chủ (hoặc người dùng có quyền truy cập vào tệp máy chủ trực tiếp) cũng có thể thiết lập và cài đặt các plugin để thay đổi cơ chế của máy chủ, thêm lệnh trong số các tính năng khác và cũng có thể thiết lập các hạn chế liên quan đến tên người dùng hoặc địa chỉ IP nào được phép hoặc không được phép vào máy chủ.
Máy chủ nhiều người chơi có nhiều loại hoạt động, với một số máy chủ có cơ sở, quy tắc và phong tục riêng. Chiến đấu giữa người chơi với người chơi (PvP) có thể được kích hoạt để cho phép chiến đấu giữa những người chơi. Nhiều máy chủ có các plugin tùy chỉnh cho phép thực hiện các hành động không bình thường ở dạng vani của trò chơi.

## Lịch sử
Nhiều người chơi lần đầu tiên được thêm vào Minecraft vào ngày 31 tháng 5 năm 2009, trong giai đoạn Cổ điển của trò chơi. Bản đồ máy chủ lâu đời nhất được gọi là "Freedonia", trong máy chủ Minecraft tên là MinecraftOnline. Máy chủ và bản đồ được tạo vào ngày 4 tháng 8 năm 2010, trong vòng một giờ đầu tiên kể từ khi phần mềm nhiều người chơi Minecraft được phát hành.
Vào năm 2013, Mojang đã công bố Minecraft Realms, một dịch vụ lưu trữ máy chủ nhằm cho phép người chơi chạy các trò chơi nhiều người chơi trên máy chủ một cách dễ dàng và an toàn mà không cần phải thiết lập riêng. Không giống như máy chủ tiêu chuẩn, chỉ những người chơi được mời mới có thể tham gia các máy chủ của Realms và các máy chủ này không sử dụng địa chỉ IP. Tại Electronic Entertainment Expo 2016, đã thông báo rằng Realms sẽ cho phép Minecraft hỗ trợ chơi đa nền tảng giữa các nền tảng Windows 10, iOS và Android bắt đầu từ tháng 6 năm 2016, với các nền tảng khác được phát hành trong hai năm tới.
Vào tháng 6 năm 2014, Mojang bắt đầu thực thi EULA của các phiên bản máy tính của trò chơi để ngăn chặn các máy chủ bán các giao dịch vi mô gây ảnh hưởng không tốt đến lối chơi, chẳng hạn như các mặt hàng pay-to-win, chỉ cho phép máy chủ bán các mặt hàng mỹ phẩm. Nhiều máy chủ đã ngừng hoạt động do điều này.
Vào ngày 20 tháng 9 năm 2017, bản cập nhật Better Together được phát hành cho các phiên bản dựa trên nền tảng mã Bedrock của trò chơi, bổ sung thêm các máy chủ nhiều người chơi, cùng với sáu máy chủ nổi bật chính thức: Mineplex, Lifeboat, CubeCraft, Mineville City, Pixel Paradise và The Hive.

## Quản lý
Quản lý một máy chủ Minecraft có thể là một công việc toàn thời gian đối với nhiều chủ sở hữu máy chủ. Một số máy chủ lớn sử dụng đội ngũ nhân viên gồm các nhà phát triển, quản lý và nghệ sĩ. Tính đến năm 2014, máy chủ Shotbow đã sử dụng ba nhân viên toàn thời gian và năm nhân viên bán thời gian. Theo Matt Sundberg, chủ sở hữu của máy chủ, "các mạng máy chủ lớn chạy rất tốn kém và rất tốn thời gian [sic]." Theo Chad Dunbar, người sáng lập MCGamer, "thực sự tốn kém để chạy các mạng trên 1000 người chơi đồng thời." Điều này bao gồm tiền lương, phần cứng, băng thông và bảo vệ DDoS, và do đó, chi phí hàng tháng có thể lên tới hàng nghìn đô la. Dunbar nói rằng MCGamer, có hơn 50.000 người chơi hàng ngày, có chi phí có thể "lên tới con số 5" mỗi tháng. Tính đến năm 2015, chi phí của Hypixel, máy chủ lớn nhất, là gần 100.000 đô la mỗi tháng. Nhiều máy chủ bán các thứ hạng trong trò chơi và mỹ phẩm để thanh toán cho các chi phí của nó.

## Phần mềm
Phần mềm máy chủ Vanilla do Mojang cung cấp được duy trì cùng với phần mềm máy khách. Trong khi các máy chủ phải cập nhật để hỗ trợ các tính năng được cung cấp bởi các bản cập nhật mới, nhiều loại phần mềm máy chủ đã được sửa đổi khác nhau vẫn tồn tại. Các sửa đổi thường bao gồm tối ưu hóa, cho phép nhiều người chơi hơn sử dụng đồng thời một máy chủ hoặc để các phần lớn hơn của thế giới được tải cùng một lúc. Phần mềm đã sửa đổi hầu như luôn hoạt động như một cơ sở cho các trình cắm thêm, có thể được thêm vào và xóa bỏ để tùy chỉnh chức năng máy chủ. Chúng thường được viết bằng Java cho Java Edition, mặc dù JavaScript và PHP được sử dụng trong một số phần mềm Bedrock Edition. Vì phần mềm vani dành cho Bedrock chỉ tương thích với Ubuntu và Windows, các sửa đổi có thể cho phép tăng khả năng tương thích. Phần mềm plug-in đáng chú ý bao gồm CraftBukkit, Spigot, Paper và Sponge cho Java và Pocketmine-MP, Nukkit, Altay và Jukebox cho Bedrock.
Vanilla và các máy chủ đã sửa đổi đều giao tiếp với máy khách bằng một giao thức nhất quán nhưng có thể có các cơ chế nội bộ rất khác nhau. Một số phần mềm máy chủ nhất định có thể cho phép các máy chủ được liên kết, cho phép người chơi tự động vượt qua các thế giới mà không cần "đăng xuất"; chúng bao gồm BungeeCord và Waterfall trong Java và WaterDog và Nemisys cho Bedrock. Tương tự như vậy, do tính năng tương đương gần nhau giữa các phiên bản cập nhật của trò chơi, máy chủ Java có thể sử dụng máy chủ proxy như DragonProxy hoặc Geyser để giao tiếp với cả hai giao thức, cho phép người chơi Bedrock tham gia.

## Máy chủ đáng chú ý
Máy chủ Java Edition phổ biến nhất là Hypixel, được phát hành vào tháng 4 năm 2013, đã có hơn 20 triệu người chơi duy nhất, khoảng một nửa số người chơi đang hoạt động của chính Phiên bản Java. Các máy chủ phổ biến khác bao gồm MCGamer, được phát hành vào tháng 4 năm 2012, có hơn 3,5 triệu người chơi duy nhất; Wynncraft, phát hành vào tháng 4 năm 2013, có hơn 1 triệu người chơi duy nhất; và Emenbee, phát hành năm 2011, cũng có hơn 1 triệu người chơi. Tính đến năm 2014, các máy chủ như Mineplex, Hypixel, Shotbow và Hive Games nhận được "hơn một triệu người dùng duy nhất mỗi tháng", theo Polygon.

### Máy chủ cũ nhất
Kỷ lục cho máy chủ lâu đời nhất trong Minecraft là một cuộc tranh luận chung trong cộng đồng. Cộng đồng thường coi MinecraftOnline và bản đồ của nó "Freedonia", hoặc Nerd.Nu, một máy chủ có một số bản đồ lâu đời nhất trên một máy chủ, là máy chủ lâu đời nhất trong Minecraft. Những người ủng hộ Nerd.Nu là máy chủ lâu đời nhất lập luận trong các bài luận video YouTube rằng mọi người đã xây dựng trên bản đồ của nerd.nu lâu hơn ngay cả khi một số bị mất theo thời gian. Những người cho rằng MinecraftOnline là máy chủ lâu đời nhất, một lần nữa sử dụng các bài báo và tiểu luận video trên YouTube, bỏ qua các máy chủ trong trình duyệt của Minecraft hoặc dạng cổ điển và sử dụng khi chế độ nhiều người chơi sinh tồn chính thức của Minecraft được phát hành như khi máy chủ cũ nhất sẽ lên ngôi. Ngoài ra, bản đồ của MinecraftOnline chưa bao giờ đặt lại, trong khi bản đồ của nerd.nu có hơn 25 bản sửa đổi bản đồ.
Mặc dù nó đã bị bác bỏ, nhưng máy chủ 2b2t trước đây được coi là máy chủ lâu đời nhất trong Minecraft bởi người sáng tạo YouTube TheCampingRusher. Tuổi của 2b2t và thiếu các quy tắc chính thức hiện khiến nó trở thành bản đồ lâu đời thứ hai và là máy chủ vô chính phủ lâu đời nhất trong Minecraft.

### Danh sách
Máy chủ nổi bật của Mojang
| Tên                    | Ngày thành lập      | Ghi chú | Chú thích                                                             |
| ---------------------- | ------------------- | --- | --------------------------------------------------------------------- |
| 2b2t                   | tháng 12 năm 2010   | Một máy chủ vô chính phủ; có tối thiểu hoặc không có kiểm duyệt hoặc quy tắc, cho phép sử dụng gian lận. Bản đồ của nó là một trong những bản đồ máy chủ tồn tại lâu nhất trong trò chơi. | [ 32 ] [ 31 ] [ 33 ]                                                  |
| Autcraft               | 2013                | Dành riêng để trở thành nơi trú ẩn an toàn cho trẻ tự kỷ | [ 34 ]                                                                |
| Build the Earth        | 21 tháng 3 năm 2020 | Chuyên dụng để tái tạo hành tinh Trái đất theo tỷ lệ 1:1, bao gồm các cấu trúc nhân tạo. | [ 35 ] [ 36 ] [ 37 ]                                                  |
| Digital Jesuit         | tháng 11 năm 2019   | Được tạo bởi linh mục Công giáo Robert Ballecer như một máy chủ Minecraft thế tục có tổ chức để mang lại trải nghiệm chơi game ít độc hại hơn. | [ 38 ] [ 39 ] [ 40 ] [ 41 ]                                           |
| Dream SMP              | 25 tháng 4 năm 2020 | Một máy chủ nhiều người chơi sinh tồn riêng do YouTuber Dream sở hữu và được chơi bởi nhiều nhà sáng tạo nội dung Minecraft nổi tiếng. Nó được chia thành các phe phái và bao gồm các màn nhập vai nặng nề, được phát trực tiếp trên YouTube và Twitch. | [ 42 ] [ 43 ]                                                         |
| Hermitcraft            | tháng 4 năm 2012    | Hermitcraft là một máy chủ riêng tư, chỉ dành cho người được mời và là một trong những máy chủ nổi tiếng nhất. Các thành viên được gọi là "ẩn sĩ" và làm nội dung trên nhiều nền tảng khác nhau, chủ yếu là YouTube và Twitch. Hermitcraft đã được Mojang giới thiệu trong nhiều sự kiện khác nhau trong quá khứ. Máy chủ cũng được biết đến vì đã làm việc với nhiều tổ chức từ thiện khác nhau như SOS Africa và Make a Wish Foundation. | [ 44 ] [ cần nguồn tốt hơn ]                                          |
| HiveMC                 | 24 tháng 2 năm 2013 | Một máy chủ minigame được tạo vào năm 2012. Ban đầu là một máy chủ Java, kể từ đó nó đã trở thành độc quyền cho phiên bản Bedrock sau khi đóng cửa cho người chơi Java. | [ 45 ] [ 46 ] [ 47 ] [ 48 ]                                           |
| Hypixel                | 13 tháng 4 năm 2013 | Máy chủ phổ biến nhất của Minecraft, do Simon Collins-Laflamme và Philippe Touchette thành lập, và chứa một số chế độ chơi nổi bật. | [ 11 ]                                                                |
| MinecraftOnline        | 4 tháng 8 năm 2010  | Được tạo vào tháng 8 năm 2010 và mở cửa cho công chúng sau hai ngày thử nghiệm, MinecraftOnline là máy chủ sinh tồn lâu đời nhất, chứa bản đồ máy chủ đang chạy lâu đời nhất. Các nguồn xung đột về việc MinecraftOnline hay nerd.nu nên được coi là máy chủ Minecraft lâu đời nhất. | [ 49 ] [ 50 ] [ 51 ]                                                  |
| Mineplex               | 24 tháng 1 năm 2013 | Máy chủ minigame. Vào năm 2015, nó đã tổ chức Kỷ lục Guinness Thế giới cho máy chủ Minecraft phổ biến nhất vào thời điểm đó. | [ 51 ] [ 52 ] [ 53 ] [ 54 ] [ 55 ] [ 56 ] [ 57 ] [ 58 ]               |
| nerd.nu                | Tháng 6 năm 2009    | Một trong hai máy chủ Minecraft lâu đời nhất. Bản đồ đã được sửa đổi ít nhất 26 lần và các nguồn xung đột về việc liệu nerd.nu hay MinecraftOnline là một máy chủ cũ hơn, tạo ra một cuộc tranh cãi lớn trong cộng đồng. | [ 26 ]                                                                |
| The Uncensored Library | 12 tháng 3 năm 2020 | Một máy chủ và bản đồ do Tổ chức Phóng viên Không Biên giới phát hành nhằm cố gắng vượt qua sự kiểm duyệt ở các quốc gia thiếu tự do báo chí. Nó đã được báo chí đưa tin đáng kể. | [ 59 ] [ 60 ] [ 61 ] [ 62 ] [ 63 ] [ 64 ] [ 65 ] [ 66 ] [ 67 ] [ 68 ] |
| Wynncraft              | tháng 4 năm 2013    | Máy chủ hoạt động như một trò chơi nhập vai trực tuyến nhiều người chơi. | [ 69 ]                                                                |